# 切萨皮克城大桥
切萨皮克城大桥（英語：Chesapeake City Bridge）是美國213号马里兰州州道跨过切萨皮克与特拉华运河的一座拱桥，位于切萨皮克城因而得名。